# خانه و ساباط حاجی محمدباقر
خانه و ساباط حاجی محمد باقر مربوط به دوره پهلوی است و در مهریز، بغدادآباد، خیابان منتظری، بلوار عمود بر بلوار هفتم تیر، کوچه شهید زارع واقع شده و این اثر در تاریخ ۲۸ اسفند ۱۳۸۶ با شمارهٔ ثبت ۲۲۷۷۲ به‌عنوان یکی از آثار ملی ایران به ثبت رسیده است.